# Alphasyllabaire odia
L’alphasyllabaire odia est un système d'écriture de type alphasyllabaire utilisé généralement pour écrire l'odia (anciennement appelé oriya). Il s'appelle aussi Utkala Lipi (en odia : ଉତ୍କଳ ଲିପି) ou Utkalakshara (en odia : ଉତ୍କଳାକ୍ଷର). il peut également servir à transcrire d'autres langues de l'Inde, comme le sanskrit, notamment dans l'Odisha. Il date au moins du XIe siècle. Il provient de la brahmi (comme de nombreuses écritures de l'Inde), par l'intermédiaire de l'écriture kalinga (en).
L'apparence courbée de l'écriture oriya est le résultat du fait qu'elle était pratiquée sur des feuilles de palmier qui ont tendance à se déchirer quand de nombreuses lignes de traits droits sont dessinées.
L'odia est un alphasyllabaire où toutes les consonnes possèdent une voyelle inhérente. Les signes diacritiques (qui peuvent être indiqués dessus, en dessous ou après leur consonne) sont utilisés pour changer la prononciation de la voyelle inhérente. Quand les voyelles sont situées au début d'une syllabe, elles sont écrites comme des lettres indépendantes. De même quand certaines consonnes sont composées, des symboles de conjonction sont employés pour réunir les éléments essentiels de chaque consonne.
« Oṛiyā is encumbered with the drawback of an excessively awkward and cumbrous written character. (…) At first glance, an Oṛiyā book seems to be all curves, and it takes a second look to notice that there is something inside each. » (« À première vue, un livre en oriya semble être tout en boucles, et il faut un second regard pour remarquer qu'il y a quelque chose à l'intérieur de chaque boucle. », G.A. Grierson, Linguistic Survey of India, 1903)

## Voyelles

### Voyelles indépendantes
Les voyelles « ଇ » (« i »), « ଈ » (« ī »), « ଉ » (« u ») et « ଊ » (« ū ») sont prononcées de façon identique comme la plupart des sons longs. Leur existence résulte du sanskrit et de l'étymologie des mots dans lesquelles elles sont employées.
| ଅ   | ଆ    | ଇ   | ଈ    | ଉ   | ଊ    | ଋ    | ୠ     | ଌ    | ୡ     | ଏ    | ଐ    | ଓ   | ଔ    |
| a   | ā    | i   | ī    | u   | ū    | r̥    | r̥̄     | l̥    | l̥̄     | e    | ai   | o   | au   |
| [ɔ] | [aː] | [i] | [iː] | [u] | [uː] | [ru] | [ruː] | [lu] | [luː] | [eː] | [ɔi̯] | [ɔ] | [ɔu̯] |

### Voyelles inhérentes
Comme dans les autres écritures abougida, les consonnes de l'odia ont des voyelles inhérentes. Cette voyelle est transcrite par un « a » mais elle se prononce [ɔ]. Son absence est indiquée par un halanta (virāma):
Pour les autres voyelles des diacritiques sont employés :
| କ    | କଁ    | କଂ     | କଃ     | କ୍   |
| ka   | kã   | kaṁ   | kaḥ   | k   |
| [kɔ] | [kɔ̃] | [kɔŋ] | [kɔh] | [k] |

## Consonnes
Les consonnes de l'alphasyllabaire odia sont divisées en deux groupes : les consonnes structurées (ବର୍ଗ୍ୟ ବ୍ୟଞ୍ଜନ ବର୍ଣ୍ଣ ; bargya byan̄jana barṇṇa) et les consonnes non-structurées (ଅବର୍ଗ୍ୟ ବ୍ୟଞ୍ଜନ ବର୍ଣ୍ଣ ; abargya byan̄jana barṇṇa).

### Consonnes structurées
Les consonnes structurées sont appelées ainsi car elles composent cinq groupes organisés selon les caractéristiques phonologiques : les vélaires, les palatales, les rétroflexes, les dentales et les labiales. Dans chacun de ces groupes, il y a cinq consonnes : deux voisées (une non-aspirée et une aspirée), deux sourdes (une non-aspirée et une aspirée) et une nasale (non-aspirée). La romanisation est indiquée selon la norme ISO 15919.
|                                  | Sourdes ଅଘୋଷ (aghoṣa)            | Sourdes ଅଘୋଷ (aghoṣa)            | Sourdes ଅଘୋଷ (aghoṣa)       | Sourdes ଅଘୋଷ (aghoṣa)       | Sourdes ଅଘୋଷ (aghoṣa)       | Sourdes ଅଘୋଷ (aghoṣa)            | Voisées ଘୋଷ (ghoṣa)              | Voisées ଘୋଷ (ghoṣa)              | Voisées ଘୋଷ (ghoṣa)         | Voisées ଘୋଷ (ghoṣa)         | Voisées ଘୋଷ (ghoṣa)         | Voisées ଘୋଷ (ghoṣa)              | Nasales ଅନୁନାସିକ (anunāsika)       | Nasales ଅନୁନାସିକ (anunāsika)       | Nasales ଅନୁନାସିକ (anunāsika) |
| Non-aspirées ଅଳ୍ପପ୍ରାଣ (aḻpaprāṇa)  | Non-aspirées ଅଳ୍ପପ୍ରାଣ (aḻpaprāṇa) | Non-aspirées ଅଳ୍ପପ୍ରାଣ (aḻpaprāṇa) | Aspirées ମହାପ୍ରାଣ (mahāprāṇa) | Aspirées ମହାପ୍ରାଣ (mahāprāṇa) | Aspirées ମହାପ୍ରାଣ (mahāprāṇa) | Non-aspirées ଅଳ୍ପପ୍ରାଣ (aḻpaprāṇa) | Non-aspirées ଅଳ୍ପପ୍ରାଣ (aḻpaprāṇa) | Non-aspirées ଅଳ୍ପପ୍ରାଣ (aḻpaprāṇa) | Aspirées ମହାପ୍ରାଣ (mahāprāṇa) | Aspirées ମହାପ୍ରାଣ (mahāprāṇa) | Aspirées ମହାପ୍ରାଣ (mahāprāṇa) | Non-aspirées ଅଳ୍ପପ୍ରାଣ (aḻpaprāṇa) | Non-aspirées ଅଳ୍ପପ୍ରାଣ (aḻpaprāṇa) | Non-aspirées ଅଳ୍ପପ୍ରାଣ (aḻpaprāṇa) |                           |
| -------------------------------- | ------------------------------- | ------------------------------- | -------------------------- | -------------------------- | -------------------------- | ------------------------------- | ------------------------------- | ------------------------------- | -------------------------- | -------------------------- | -------------------------- | ------------------------------- | ------------------------------- | ------------------------------- | ------------------------- |
| Vélaires କଣ୍ଠ୍ୟ (kaṇṭhẏa)          | କ                               | ka                              | [kɔ]                       | ଖ                          | kha                        | [kʰɔ]                           | ଖ                               | ga                              | [gɔ]                       | ଘ                          | gha                        | [gʰɔ]                           | ଙ                               | ṅa                              | [ŋɔ]                      |
| Palatales ତାଲବ୍ୟ (tālabẏa)         | ଚ                               | ca                              | [ t͡ʃɔ]                     | ଛ                          | cha                        | [ t͡ʃʰɔ]                         | ଜ                               | ja                              | [ d͡ʒɔ]                     | ଝ                          | jha                        | [ d͡ʒʰɔ]                         | ଞ                               | ña                              | [ ɲɔ]                     |
| Rétroflexes ମୂର୍ଦ୍ଧନ୍ୟ (mūrd'dhanẏa) | ଟ                               | ṭa                              | [ʈɔ]                       | ଠ                          | ṭha                        | [ʈʰɔ]                           | ଡ                               | ḍa                              | [ɖɔ]                       | ଢ                          | ḍha                        | [ɖʱɔ]                           | ଣ                               | ṇa                              | [ɳɔ]                      |
| Dentales ଦନ୍ତ୍ୟ (dantẏa)           | ତ                               | ta                              | [tɔ]                       | ଥ                          | tha                        | [tʰɔ]                           | ଦ                               | da                              | [dɔ]                       | ଧ                          | dha                        | [dʰɔ]                           | ନ                               | na                              | [nɔ]                      |
| Labiales ଓଷ୍ଠ୍ୟ (ōṣṭhẏa)           | ପ                               | pa                              | [pɔ]                       | ଫ                          | pha                        | [pʰɔ]                           | ବ                               | ba                              | [bɔ]                       | ଭ                          | bha                        | [bʰɔ]                           | ମ                               | ma                              | [mɔ]                      |

### Consonnes non-structurées
Les consonnes non-structurées n'appartiennent à aucun des groupes ci-dessus.
| Consonne | ISO | API    |
| -------- | --- | ------ |
| ଯ        | ẏa  | [ d͡ʒɔ] |
| ୟ        | ya  | [ jɔ]  |
| ର        | ra  | [ɾɔ]   |
| ଳ        | ḷa  | [ɭɔ]   |
| ଲ        | la  | [lɔ]   |
| ୱ        | wa  | [wɔ]   |
| ଶ        | śa  | [sɔ]   |
| ଷ        | ṣa  | [sɔ]   |
| ସ        | sa  | [sɔ]   |
| ହ        | ha  | [ɦɔ]   |
| ଡ଼        | ṛa  | [ɽɔ]   |
| ଢ଼        | ṛha | [ɽʰɔ]  |
| କ୍ଷ       | kṣa | [ksɔ]  |